# Club Bàsquet Femení Universitari de Barcelona
Il Club Bàsquet Femení Universitari de Barcelona è la sezione femminile di pallacanestro del Futbol Club Barcelona. Fondata nel 1996, ha cessato le operazioni nel 2007, per riprenderle nel 2014.